# Jules-César-Denis van Loo
Pour les autres membres de la famille, voir Van Loo.

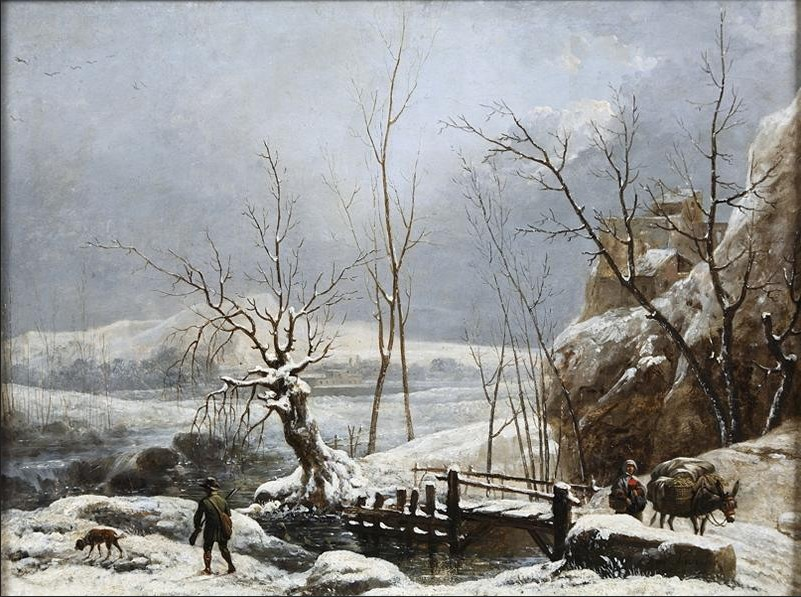
Paysage avec effet de neige.

Jules-César-Denis van Loo est un peintre français né à Paris en 1743, décédé dans la même ville en 1821.

## Biographie
Fils de Carle van Loo, cet « ultime représentant de la florissante dynastie des Van Loo » fut admis par faveur, en 1767, au concours du Grand Prix de Rome et logé à l'Académie de France. Il fut reçu à l'Académie royale de peinture et de sculpture en 1784 et exposa aux Salons entre 1784 et 1817. Il se fit une spécialité du paysage d'hiver enneigé.